# John Heward
Pour les articles homonymes, voir Heward.
John Heward né le 31 juillet 1934 à Montréal et mort le 6 novembre 2018 est peintre, sculpteur, performeur et musicien.

## Biographie
Il est un artiste autodidacte actif en peinture, après un passage par la musique et la littérature. il réalise des études en littérature anglaise et en histoire à la Bishop's University à Lennoxville. Sa tante, Prudence Heward possède un atelier que fréquente Heward. Il y rencontre Lawren Harris, A.Y. Jackson, Anne Douglas Savage et Gordon Webber (en). Il travaille au pavillon du Canada de l'Exposition universelle 1967, Montréal, comme coordonnateur du matériel thématique; il est responsable de la transformation de scénarios thématiques en expositions visuelles.

« Le caractère singulier, voire avant-gardiste, de sa démarche, de même que la cohérence et la diversité de son activité créatrice font que John Heward occupe une place unique dans notre histoire de l’art contemporain. »

## Prix et distinctions
- 2012 : Prix Paul-Émile-Borduas

## Musées et collections publiques
- Agnes Etherington Art Centre (en)
- Carleton University Art Gallery
- Musée d'art de Joliette
- Musée de Lachine
- Musée des beaux-arts de Sherbrooke
- Musée du Bas-Saint-Laurent
- Musée national des beaux-arts du Québec[4]
- Murée régional de Rimouski
- Phonothèque québécoise - Musée du son
- The Robert McLaughlin Gallery